# 6465 Zvezdotchet
6465 Zvezdotchet è un asteroide della fascia principale. Scoperto nel 1995, presenta un'orbita caratterizzata da un semiasse maggiore pari a 2,6724128 UA e da un'eccentricità di 0,1592668, inclinata di 11,38222° rispetto all'eclittica.